# Ramphotyphlops olivaceus
Ramphotyphlops olivaceus este o specie de șerpi din genul Ramphotyphlops, familia Typhlopidae, descrisă de Gray 1845. Conform Catalogue of Life specia Ramphotyphlops olivaceus nu are subspecii cunoscute.